# Kaple svatého Jana Nepomuckého a Panny Marie Bolestné (Brňany)
Kaple svatého Jana Nepomuckého a Panny Marie Bolestné v Brňanech je sakrální stavba. Duchovní správou spadá do Římskokatolické farnosti Bohušovice nad Ohří.

## Popis
Jedná se původně o barokní kapli, která byla založena v roce 1723. V 19. století byla pseudogoticky přestavěná. Kaple je čtvercová, má půlkruhovou apsidu. Dveře a okna jsou hrotitá. Ve štítové nice je umístěna soška sv. Jana Nepomuckého.

## Okolí kaple

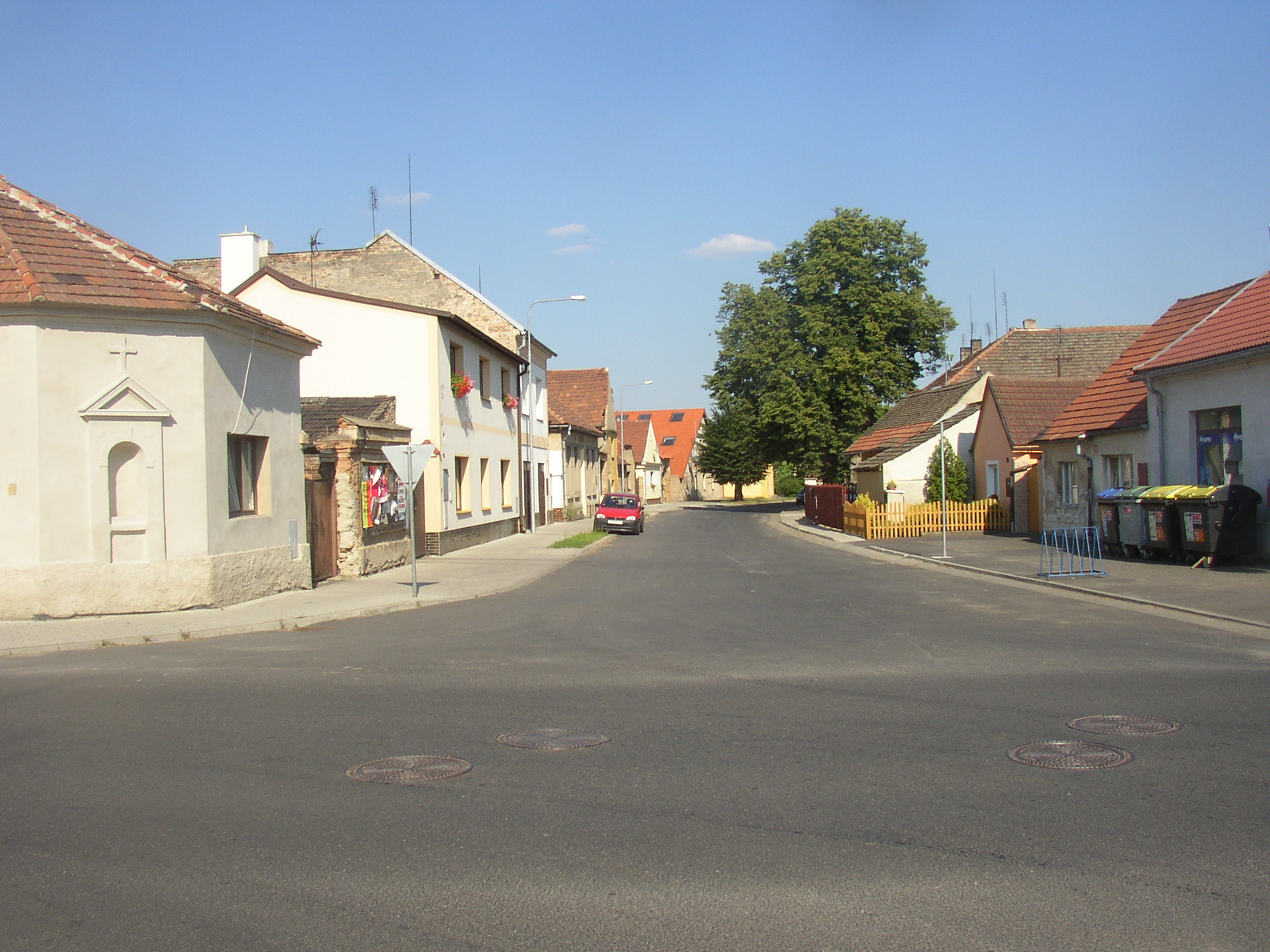
Výklenková kaple v nároží domu čp. 30

V Brňanech se u čp. 30 nachází kaplička z 19. století. Jde o vyzděnou edikulu s křížkem na štítku, která se nachází na zkoseném nároží domku. V polích západně od vsi jsou Boží muka z 1. poloviny 19. století. Jedná se o nízký omítaný pilíř s prázdnou nikou a sedlovou stříškou, kde je kovový hřeb.